# Amphiesma popei
Amphiesma popei este o specie de șerpi din genul Amphiesma, familia Colubridae, descrisă de Werner Theodor Schmidt în anul 1925. A fost clasificată de IUCN ca specie cu risc scăzut. Conform Catalogue of Life specia Amphiesma popei nu are subspecii cunoscute.